# Gendī Khorī-ye Soflá
Gendī Khorī-ye Soflá (persiska: گِندی خُرئ پائين, Gendī Khorī-ye Pā’īn, گندی خری سفلی) är en ort i Iran.   Den ligger i provinsen Kohgiluyeh och Buyer Ahmad, i den centrala delen av landet, 500 km söder om huvudstaden Teheran. Gendī Khorī-ye Soflá ligger 1 597 meter över havet och antalet invånare är 489.
Terrängen runt Gendī Khorī-ye Soflá är huvudsakligen kuperad, men österut är den bergig. Gendī Khorī-ye Soflá ligger nere i en dal.Runt Gendī Khorī-ye Soflá är det ganska tätbefolkat, med 75 invånare per kvadratkilometer. Närmaste större samhälle är Sīsakht, 11,4 km öster om Gendī Khorī-ye Soflá. Omgivningarna runt Gendī Khorī-ye Soflá är i huvudsak ett öppet busklandskap.